# Tonicia swainsoni
Tonicia swainsoni är en blötdjursart som först beskrevs av Sowerby 1832.  Tonicia swainsoni ingår i släktet Tonicia och familjen Chitonidae. Inga underarter finns listade i Catalogue of Life.